# Ramón Fernando de Garay Álvarez
Ramón Fernando de Garay Álvarez, conocido habitualmente como Ramón Garay, (Avilés, 27 de enero de 1761 - Jaén, 8 de enero de 1823) fue un compositor y maestro de capilla español, autor de música religiosa fundamentalmente.

## Biografía
Ramón Garay nació en Avilés, en Asturias, el 27 de enero de 1761, hijo legítimo de Ramón Garay y de María Álvarez, y fue bautizado en la iglesia de Santo Tomás de Sabugo. Su padre era organista de la  Colegiata de Nuestra Señora de Covadonga y, ante las dotes del niño, le instruyó inicialmente en casa, probablemente solfeo, canto y órgano, y después en la Real Colegiata de Covadonga. Sería niño cantor en el coro del convento de la Merced. A los 18 años de edad entra como cantor de la capilla de la Catedral de Oviedo, salmista y luego organista titular de la misma. Recibe clases de órgano desde julio de 1783 de su titular anterior, Juan Andrés de Lombida, y después armonía y composición del maestro de capilla aragonés Joaquín Lázaro. Vivió en Asturias hasta los 24 años.
Salió de Oviedo el 17 de febrero de 1785 y permaneció durante dos años en Madrid, siendo alumno del organista salmantino José Lidón, maestro de la Real Capilla y director de la orquesta de la condesa de Benavente, y estaba en contacto con la obra de Haydn, autor que influiría en sus sinfonías.
Con cierta polémica Ramón Garay es nombrado maestro de capilla de la Catedral de Jaén, ocupando su nuevo cargo el 22 de mayo de 1789, y desde 1792 también es nombrado rector del Colegio de San Eufrasio. Durante 36 años fue maestro de capilla de la catedral de Jaén. En esta ciudad permaneció hasta su muerte, salvo contadas salidas: en 1789 para visitar a su padre, en 1814 para reponerse de una enfermedad y en 1815 para dirigir la orquesta de la Capilla Real, a petición del rey Fernando VII.

Falleció en Jaén, en Andalucía, el 8 de enero de 1823.

## Obra
Sus seis primeras sinfonías datan del período comprendido entre los años 1790 y 1791. En algunas utiliza un estilo concertante, como en la primera, que a juicio del violinista Ara Malikian, es un verdadero concierto para violín y orquesta. Las otras cuatro fueron compuestas entre los años 1797 y 1817, incluyendo en ellas dos clarinetes tal y como hiciera Mozart.
Como tantos otros compositores del siglo XVIII español, la figura y, sobre todo, la obra  Ramón Garay ha permanecido en el más absoluto olvido.  En tierras andaluzas pasó Garay el resto de su vida dedicado enteramente a la enseñanza, la dirección de los oficios litúrgico-musicales de la sede y la composición. Entre su amplio catálogo de obras, con un predominio casi absoluto, como es lógico, de la música sacra, destaca un corpus de 10 sinfonías escritas entre 1790 y 1817. Son piezas de una gran belleza melódica de evidentes trazas clasicistas, sin finalidad litúrgica aparente y estructuradas en los acostumbrados cuatro movimientos (a excepción de la Sinfonía 3, que lo está en tres). Su descubrimiento, edición a cargo de Pedro Jiménez Cavallé y ahora grabación por José Luis Temes supone para la cultura española una importante aportación que, sin duda, permitirá el hallazgo de nuevos tesoros musicales ahora ocultos.
En 1815 se estrenaría en Madrid su ópera alegórica “Compendio sucinto de la revolución española”, sobre la recién terminada Guerra de la Independencia Española; no volvería a representarse en Madrid hasta el 8 de diciembre de 2008 y en Asturias el 10 de diciembre siguiente, con motivo de las conmemoraciones del bicentenario de la revuelta.

### Listado
- 10 Sinfonías (1790-1791 y 1797-1817)

1. Sinfonía n.º. 1 en si bemol mayor, 1790
2. Sinfonía n.º. 2 en re mayor, 1791
3. Sinfonía n.º. 3 en si bemol mayor con violín, 1791
4. Sinfonía n.º. 4 en la mayor, 1791
5. Sinfonía n.º. 5 en do menor con fagot obligado, 1791
6. Sinfonía n.º. 6 en do mayor con oboe solista, 1791
7. Sinfonía n.º. 7 en do mayor, 1797
8. Sinfonía n.º. 8 en do mayor, 1817
9. Sinfonía n.º. 9 en mi bemol mayor, 1817
10. Sinfonía n.º. 10 en si bemol mayor, 1817

- “Compendio sucinto de la Revolución española”, ópera en dos actos, Madrid, 1815
- Oratorio al Santísimo, a cuatro voces, hacia 1815[5]
- Misas
- Salmos
- Vísperas
- Motetes
- Laudas
- Responsorios de oficios
- Música para órgano (perdida)

## Redescubrimiento de su obra
Su reciente descubrimiento como compositor se debe a las investigaciones Raúl Arias del Valle (archivero de la Catedral de Oviedo) divulgadas y ampliadas por Justo Ureña (cronista oficial de Avilés), y posteriormente al trabajo de Pedro Jiménez Cavallé, catedrático de Música de la Universidad de Jaén. En 1996 se publicaron las primeras sinfonías del compositor, edición terminada por el Instituto Complutense de Ciencias Musicales de Madrid (ICCMU) y que incluye todas sus partituras. El proyecto de la grabación de su obra ha sido posible por el patrocinio de la Fundación BBVA, editada en tres discos por el sello Verso el 21 de marzo de 2011 y presentada en Madrid el 24 de marzo de 2011. Las grabaciones de sus diez sinfonías han estado a cargo de la Orquesta de Córdoba con la dirección de José Luis Temes. Garay queda comprendido entre el final del Barroco y el Rococó y el Clasicismo en España. Se conmemora así el 250 aniversario de su nacimiento.
Aún no se han estrenado ante el público todas sus sinfonías, pero su obra ya ha sido interpretada por orquestas como la Orquesta Barroca de Sevilla, la de la Comunidad de Madrid, la Orquesta de Cámara de Israel, el Concerto Brandemburg de Berlín, La grande Chapelle y el Coro Ciudad de Jaén.
Sus manuscritos se conservan en los archivos de Jaén, Oviedo, Monasterio de San Lorenzo de El Escorial (Madrid) y otros lugares.

## Reconocimientos
- Tiene una calle dedicada en el municipio de Avilés en el Reblinco en 1985.
- En noviembre de 2012 se acuerda denominar al Conservatorio Profesional de Música de Jaén como "Ramón Garay".